# Paula Kravogl
Paula Kravogl, née le 22 décembre 1856 à Bressanone et mort le 21 août 1916 à Malles Venosta, est une écrivaine autrichienne. 

## Biographie
Paula Kravogl, née le 22 décembre 1856 à Bressanone, est la nièce du peintre et lithographe Johann Nepomuk Kravogl et la cousine de l'inventeur Johann Kravogl. Elle grandit à Bressanone et avec ses grands-parents à Malles Venosta. Elle fréquente l'école normale d'Innsbruck où elle passe l'examen de fin d'études en 1876, puis enseigne pendant un certain temps à l'école primaire Ursulinen d'Innsbruck. À l'école du Musikverein, elle étudie le piano et la cithare avec Josef Pembaur der Ältere. Elle est rédactrice pour le journal féminin de l'Allgemeine Tiroler Anzeiger. En 1903, elle retourne à Malles Venosta pour s'occuper de sa mère.

## Œuvre
- Jungmädchenjahre. Erinnerungen. Tyrolia, Innsbruck 1917